# Elizabeth di Toro
La Principessa Elizabeth Nyabongo Bagaaya di Toro, detentrice del titolo di Batebe del Toro (Fort Portal, 9 febbraio 1936), è una politica, diplomatica, avvocato, modella ed attrice ugandese.
Zia dell'attuale re di Toro, è stata ministro per gli Affari esteri durante la dittatura di Idi Amin e la prima donna ugandese a diventare avvocato.

## Gioventù ed educazione
Elizabeth è nata nel 1936 dall'unione del re George Rukiidi III e della Regina Kezia Rukidi Abwoli, figlia di Nikodemo Kakoro (un dignitario del re). Dopo aver terminato la scuola elementare, ha continuato l'istruzione in un collegio del Buganda, un altro dei quattro regni tradizionali dell'Uganda. In seguito è stata la prima studentessa di colore ad essere iscritta allo Sherborne School for Girls, in Inghilterra, nonché la sola a quel tempo. "I felt that I was on trial and that my failure to excel would reflect badly on the entire black race." ("Sentivo che ero sotto processo e che un mio fallimento si sarebbe riflettuto negativamente su tutta la razza nera") avrebbe scritto in seguito. Dopo un anno, è stata accettata alla Cambridge University, la terza donna africana nella storia di questa importante università. Nel 1962 si è laureata in legge e tre anni dopo, nel 1965, è diventata avvocato.

## Vita regale e da modella
Proprio in quell'anno, nel 1965, suo padre morì, e suo fratello Patrick fu incoronato re. Elizabeth ricevette il titolo e l'ufficio di "batebe" (o "Principessa Reale"), che, secondo la tradizione, l'ha resa la donna più potente dell'intero regno di Toro, nonché il consigliere più fidato del re. Fino a quel momento, a detenere la carica di presidente dell'Uganda era stato suo zio, re Edward Mutesa II (già sovrano del regno di Buganda), con Milton Obote nella carica di primo ministro.
A seguito dell'incoronazione di Patrick, Obote si autodichiarò presidente. Sebbene in pena per le sorti di suo zio, Elizabeth fu costretta a rifugiarsi a Londra. Durante questo periodo Elizabeth ha portato a termine un tirocinio presso uno studio legale, ed è diventata la prima donna avvocato dell'Uganda. L'anno seguente, nel 1966, Obote soppresse i quattro regni tradizionali ugandesi. Elizabeth si trovò così nella spiacevole situazione di essere prigioniera virtuale nella sua stessa nazione.
Questo almeno fino a quando la principessa Margaret di Inghilterra non le inviò un invito ad apparire come modella ad una sfilata di beneficenza a Londra. La principessa riscosse un successo immediato e travolgente, diventando in breve tempo una famosa top model, con partecipazioni e servizi fotografici in molte riviste. Jacqueline Kennedy Onassis incontrò Elizabeth ad una festa, e la convinse a trasferirsi a New York. Nel 1971 Milton Obote fu spodestato dal generale Idi Amin. Elizabeth poté finalmente tornare in Uganda. Tuttavia il governo di Amin fu più repressivo di quello dello stesso Obote: sotto la sua dittatura furono imprigionate ed uccise molte persone. Nel 1974 Amin nominò Elizabeth Ministro per gli Affari Esteri.

## Esilio e ritorno
L'idillo non durò a lungo. Nel febbraio 1975 Elizabeth scappò in Kenya, poi a Vienna ed infine giunse a Londra. Quattro anni più tardi, Elizabeth tornò in Uganda, per aiutare all'organizzazione delle prime elezioni libere nazionali, elezioni che furono vinte dall'ex presidente Milton Obote, il quale continuò ad uccidere i propri opponenti politici.
Nel frattempo, nel 1980, Elizabeth conobbe quello che sarebbe diventato l'amore della sua vita, come lei stessa confessa nella sua biografia: Wilbur Nyabongo. Dopo che Obote ebbe vinto le elezioni, i due scapparono all'estero, rifugiandosi prima in Kenya e poi a Londra, dove si sposarono in segreto nel 1981 nella chiesa di St. Margareth, Westminster. Nel 1983 Obote fu definitivamente privato del potere e sostituito alla presidenza dell'Uganda da Yoweri Museveni. Nel 1986 Elizabeth fu inviata come ambasciatrice negli U.S.A., carica che ha detenuto fino al 1988.
Nel dicembre del 1987 suo marito Wilbur rimase ucciso in un incidente aereo in Marocco. A seguito di questa perdita prematura, Elizabeth decise di lasciare l'incarico pubblico e di dedicarsi in opere di carità, mantenendo però il titolo di batebe, titolo che le dà il diritto di essere la consigliera di fiducia del figlio di suo fratello, attuale re di Toro. Oggi, a distanza di 18 anni, la principessa Elizabeth ha accettato la nuova chiamata del suo paese ed è ambasciatrice ugandese in Germania.